# K Computer
K Computer is een supercomputer die 8.200.000.000.000.000 berekeningen (8,2 petaflops) per seconde kan maken. Het was daarmee in 2011 de snelste computer ter wereld. De computer werd ontwikkeld door het Japanse bedrijf Fujitsu, gevestigd in Kobe. K Computer is daarmee aanmerkelijk sneller dan de vorige 'recordhouder', de in China ontwikkelde computer Tianhe-1A (2,507 petaflops).
De rekencapaciteit van de computer is gelijk aan 1 miljoen met elkaar verbonden desktop-computers. De ontwikkelaars van de computer willen de capaciteit verder verhogen. Supersnelle computers worden voor verschillende doeleinden gebruikt, zoals het simuleren van aardbevingen, het voorspellen van bewegingen op aandelenbeurzen en nucleair onderzoek.